# 리하르트 R. 에른스트
리하르트 로베르트 에른스트(독일어: Richard Robert Ernst, 1933년 8월 14일 ~ 2021년 6월 4일)는 스위스의 화학자이다. 1991년에 고해상도의 NMR 분광법을 개발한 공로로 노벨 화학상을 수상했다.

## 수상 경력
- 1985년 : 마르셀 베노이스트상
- 1991년 : 노벨 화학상
- 1991년 : 울프 화학상
- 1991년 : 루이자 그로스 호르위츠상